# Bulgarische Eishockeyliga 1968/69
Die Saison 1968/69 war die 17. Spielzeit der bulgarischen Eishockeyliga, der höchsten bulgarischen Eishockeyspielklasse. Meister wurde zum insgesamt fünften Mal in der Vereinsgeschichte der HK ZSKA Sofia.

## Modus
Der Erstplatzierte der Hauptrunde wurde Meister.

## Hauptrunde
|    | Klub                 |
| -- | -------------------- |
| 1. | HK ZSKA Sofia        |
| 2. | Krakra Pernik        |
| 3. | Akademik Sofia       |
| 4. | HK Slawia Sofia      |
| 5. | Lewski-Spartak Sofia |
| 6. | DZS Elin Pelin       |

Sp = Spiele, S = Siege, U = unentschieden, N = Niederlagen, OTS = Overtime-Siege, OTN = Overtime-Niederlage, SOS = Penalty-Siege, SON = Penalty-Niederlage